# Kulturna krajina Hallstatt-Dachstein/Salzkammergut
Kulturna krajina Hallstatt-Dachstein/Salzkammergut je eno od trenutnih desetih območij Unescove svetovne dediščine v Avstriji.

## Obod ali območje svetovne dediščine
Svetovna dediščina obsega:
- masiv Dachstein in
- Notranji Salzkammergut okoli jezera Hallstatt

Zgornja Avstrija ima 59,58 %, Štajerska 35,12 % in dežela Salzburg 5,30 % območja svetovne dediščine:
| Zvezna dežela    | Površina skupaj | Ožje območje | Širše območje |
| ---------------- | --------------- | ------------ | ------------- |
| Zgornja Avstrija | 28.871,1        | 2.339,8      | 5.480,3       |
| Štajerska        | 17.018,0        | 5.055,4      | 11.962,6      |
| Salzburg         | 2.571,0         | –            | 2.571,0       |
| Skupaj           | 48.460,1        | 28.446,2     | 20.013,9      |

površina na ha
Občine v območju so:
Abtenau, Annaberg-Lungötz, Aich, Altaussee, Bad Aussee, Bad Goisern am Hallstättersee, Bad Mitterndorf, Filzmoos, Gröbming, Gosau, Hallstatt, Haus, Obertraun, Pichl-Kainisch, Ramsau am Dachstein, Rußbach am Paß Gschütt.
Mesti Bad Ischl (Zgornja Avstrija) in Schladming (Štajerska) sta pomembni dostopni skupnosti.
Jedro obsega približno 285 km². Razteza se (v smeri urinega kazalca) od severnega roba Halštatskega jezera proti vzhodu do prelaza Gschütt, proti jugu do Sarsteina (ob državni meji), proti vzhodu čez južne (leve) stene soteske Koppentraun okoli Zinken, jugovzhodno do Hochmühleck, proti jugu do Gschreiriedla, jugozahodno do Bramkogela, nato ima izboklino na Kemetgebirge (na jugu do Kumpflinga in jugovzhodno do Stoderalma), nato vdolbino čez Hirzberg, Napfenkofel (od tod spet nacionalni meja), Lackner Hocheck in Lackner Miesberg, zahodno preko Hoher Dachstein in Torstein, severozahodno Gosaukamm ob Donnerkogel (konec na državni meji), severovzhodno do spodnjega konca Vorderer Gosausee, ob desnem robu doline Gosau mimo Leitgebkogela, pri Eibengrabenbrücke čez Gosauzwang, proti severu v Ramsaugebirge (jugovzhodno od skupine Osterhorn) in proti vzhodu navzdol do Gosausee.
Prav tako je bil določen varovalni pas - ki predstavlja omejeno zaščito območja in je namenjen zaščiti jedrnega območja pred poslabšanjem na oddaljeni sliki - pokriva nadaljnjih 200 km². Razteza se v pasu, širokem približno en kilometer okoli osrednjega območja, vendar se izboči na jugu in jugovzhodu (blizu Haus im Ennstal, v Ramsauu in Schattbachtalu do okoli Bischofsmütze v zadnjem Lammertalu), in na severu- zahod (okoli celotnega Gosaua, državna meja preko Zwieselalm, Gosaustein, prelaz Gschütt v Kalmberge).

## Utemeljitev in status zaščite
Unesco je regiji podelil status svetovne dediščine na zasedanju od 1. do 6. decembra 1997.[4]
Ta vpis je bil posledica naslednjih razlogov:
»Alpska regija Hallstatt/Dachstein-Salzkammergut je izjemen primer naravne krajine edinstvene lepote in posebnega znanstvenega pomena, ki priča tudi o zgodnji in stalni človeški, gospodarski in kulturni dejavnosti.«— UNESCO KOMITEE: Dezember 1997 
Priznana so bila naslednja merila.
III: predstavlja edinstveno ali vsaj izjemno pričevanje o kulturni tradiciji ali obstoječi ali ugasli kulturi
IV: predstavlja izjemen primer vrste stavb, arhitekturnega ali tehnološkega ansambla ali krajine, ki simbolizira eno ali več pomembnih obdobij v človeški zgodovini.
To vključuje 3000-letno zgodovino, od začetkov rudarjenja soli v halštatskem obdobju (800 do 400 pr. n. št., Halštatska kultura), preko Salzkammerguta Habsburžanov, začetka alpinizma, do sodobnega turizma.
Kljub označbi »krajina« je bila primarno označena kot kulturna dediščina – vendar ima razlikovanje med kulturno in naravno dediščino danes le podrejeno vlogo.
Natančneje, pomembni so naslednji vidiki:
- Arhitekturna zapuščina prazgodovinskega rudarjenja soli, ki je še danes aktivna, predvsem v halštatskem rudniku soli, srednjeveška solna industrija z reprezentativnimi stavbami iz gotskega, baročnega in historicističnega sloga, še posebej prikazana v zaprtem ansamblu mesta Hallstatt, s tehničnimi spomeniki pridelave soli (slanica do solin v Bad Ischlu in Ebenseeju) ter prometne poti (hidravlične konstrukcije Halštatskega jezera, železnica Salzkammergut)
- Naravna dediščina z jamskimi sistemi, značilnimi za apnenec (Dachsteinske jame) in kraškimi pojavi, ter kameno soljo
- Kulturna in zgodovinska dediščina, kot so posebne oblike gospodarjenja z gozdovi, ki jih povzroča solna industrija, primeri iz literature (npr. krajinski pisec Adalbert Stifter), umetnosti (kot sta bidermajerska krajinska slikarja Franz Steinfeld in Ferdinand Georg Waldmüller), zgodovina znanosti in turizma (kot so gorski pionir in raziskovalec Friedrich Simony, alpske koče in žičnice) in običajev (kot so kriptoprotestantizem rudarjev in kmetov v regiji, najdišče lobanj v halštatski kostnici, lokalno lovljenje ptic)
- Arheološka dediščina v Salzberg Hallstatt, iz mlajše železne dobe, najstarejša (znana) industrijska pokrajina na svetu, iz rimskih časov ali številne skalne rezbarije, verjetno večinoma srednjeveško-moderne, kot na primer v Notgasse na planoti Dachstein.

Na območju svetovne dediščine je bilo določenih okoli 80 strukturnih spomenikov, od tega 60 v Hallstattu, s pomembnim kompleksom arheoloških spomenikov halštatskega rudnika soli ali poznoantičnim zatočiščem Knallwand pri Ramsauu in številnimi drugimi območji izkopavanj in iskanj upanja.
Naravno okolje je tudi celovito zaščiteno na nacionalni in mednarodni ravni:
- Celotno jedro masiva Dachstein sestavljajo evropska zavarovana območja Dachstein v Zgornji Avstriji (območje zaščite ptic in FFH, AT3101000/EU02, tudi naravni rezervat N098[7]) in Štajerska planota Dachstein (območje FFH), AT2204000/št. 19, tudi NSG 18).
- Na štajerski strani je masiv Sarstein skupaj z deli severovzhodnega pobočja masiva Dachstein zavarovan kot krajinsko varstveno območje Salzkammergut (-Zahod, LS14b).
- Južni bok spada v krajinsko varstveno območje Dachstein-Salzkammergut (Salzkammergut-Ost, LSG 14a), severozahodni del občine Ramsau am Dachstein je tudi naravni rezervat (NSG 02c), južna stena Dachsteina, južne strmine Dachsteina in ledenik Edelgrieß sta tudi velika naravna spomenika (št. 783, 784)
- Celotno Halštatsko jezero, jezera Gosau in vsa druga vodna telesa imajo vodovarstveno območje, vse jame so strogo pod jamsko zaščito, prav tako visokogorsko območje, ledeniki pa so pod ledeniško zaščito (ex-lege zaščita pod naravo ohranitveni zakoni)
- in regija kot celota je predmet Alpske konvencije.

Na salzburški strani ni izrecne zaščite.
Manjša zavarovana območja so Obere in Untere Notgasse ter Riesgasse na planoti Dachstein (Stm. NDM 796), Großes Löckenmoos, Grubenalmmoor in Kleines Löckenmoos v Gosau (OÖ N088, N087), Schleierfall, Torbachfall in Luxemburg in Enserllf. NDM 789, 788, 813, 1374), kot tudi Ödensee (FFH, AT2206000/Nr. 20, Stm. NSa 5) ali Ameisensee (Sbg. LSG 1), soteska in slapovi pri Teichenbachu blizu Bad Aussee (Stm. NDM 356) in skupina kamnin okoli Trutsteina blizu Hausa (Stm. NDM 807) tik izven Unescove cone.
Pomembne so jame Dachstein-Giant Ice Cave, Jama Koppenbrüller in Mammutova jama blizu Obertrauna, prav tako jama Hirlatz (druga najdaljša znana jama v Avstriji). Na zavarovanem območju so številne jame.